# Nothosaurus
Nothosaurus ("falešný ještěr") byl rod masožravého vodního plaza, který žil během období triasu. Na délku měřil asi 3 metry a patřil tak k velkým zástupcům své skupiny. Byl relativně hojný a rozšířený – jeho fosilie byly objeveny v Evropě, v Africe, Číně, Rusku, Maďarsku a na území Izraele. Žil zhruba před 230 miliony lety. Notosauři byly v triasu velmi rozšíření (např. rody Lariosaurus nebo Keichousaurus).

## Vzezření a způsob života

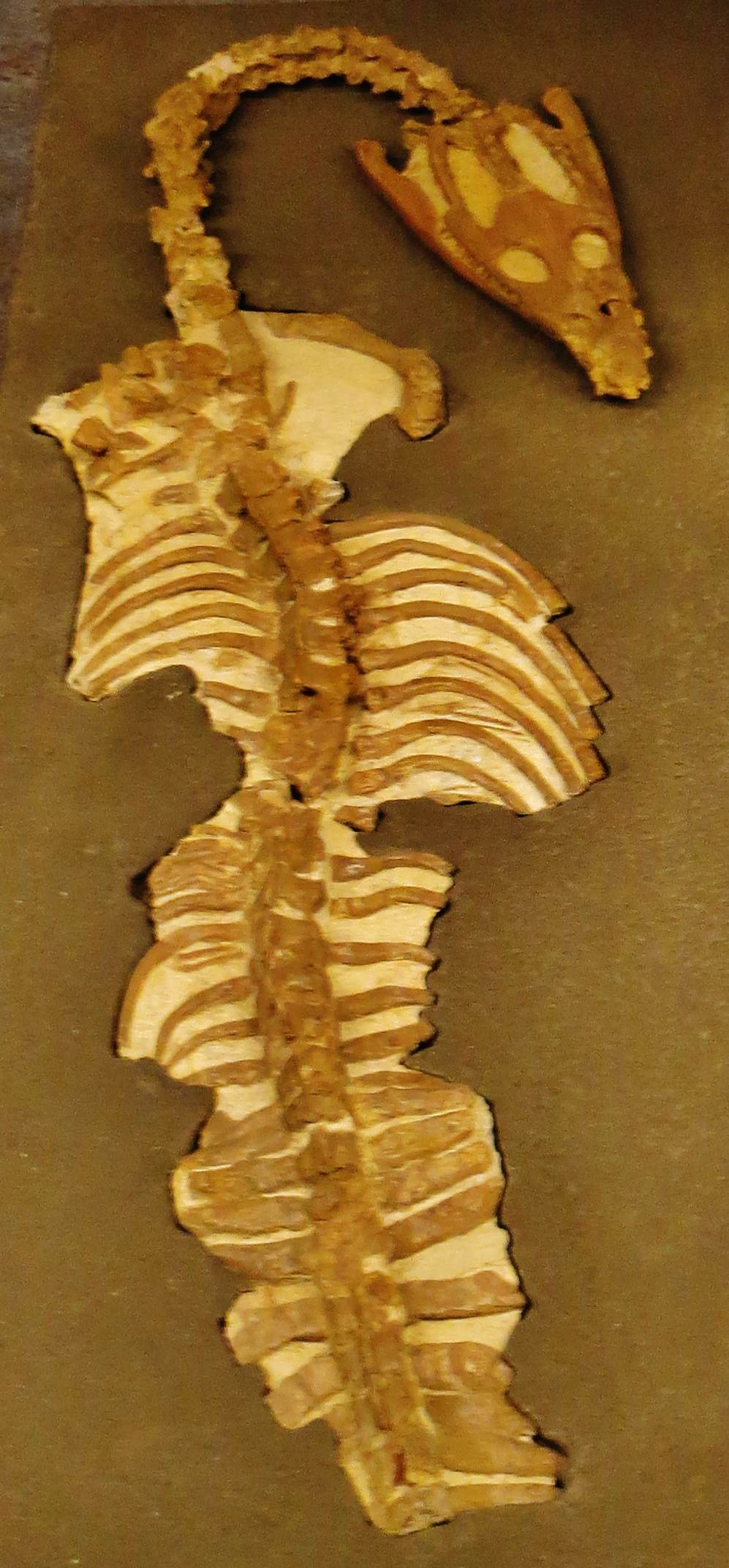
Fosílie Nothosaurus mirabilis v národním muzeu historie v Karlsruhe

Měl dlouhou a malou lebku se zubatými čelistmi, díky nim Nothosaurus chytal ryby. Měl dlouhý krk a ocas, štíhlé tělo s čtyřma nohama. Na nohou měl plovací blány. Přední nohy měl kratší než zadní, což je znak, který je užitečnější při pohybu na souši než při plavání ve vodě. To znamená, že zřejmě značnou část doby trávil na pobřeží, stejně jako například dnešní tuleni. Způsobem života se podobal tomuto savci a živil se i stejnou potravou.
V roce 2022 byl v Číně (provincie Jün-nan) popsán nový druh tohoto rodu, Nothosaurus luopingensis.

## Synomyma
Nothosaurus je znám už od roku 1834 a byl objeven po celé Evropě a vědci v průběhu času vytvořili mnoho synomym:
Chondriosaurus Meyer, 1838
Chonchriosaurus Meyer, 1838
Chonchiosaurus Meyer, 1834
Dracodontosaurus Agassiz, 1846
Dracosaurus Agassiz, 1846
Dracosaururus Romer, 1966
Elmosaurus Huene, 1957
Kolposaurus Skuphos, 1893
Menodon Meyer, 1838
Oligolycus Fristch, 1894
Opeosaurus Meyer, 1847
Paranothosaurus Peyer, 1939
Shingyisaurus Young, 1965